# Roman Liachenko
Roman Iourievitch Liachenko (en russe : Роман Юрьевич Ляшенко et en anglais : Roman Lyashenko) (né le 2 mai 1979 à Mourmansk en URSS et mort le 6 juillet 2003 à Antalya en Turquie) est un joueur professionnel russe de hockey sur glace,.

## Biographie

### Carrière en club
En 1995, il commence sa carrière en senior avec le Lokomotiv Iaroslavl dans la Vyschaïa liga, le second niveau russe. Il remporte la Superliga 1997 avec le Lokomotiv. Il est choisi au cours du repêchage d'entrée 1997 dans la Ligue nationale de hockey par les Stars de Dallas en 2e ronde, en 97e position. Il part en Amérique du Nord en 1999 et débute dans la LNH avec les Stars. Le 12 mars 2002, il est échangé avec Martin Ručínský aux Rangers de New York en retour de Manny Malhotra et Barrett Heisten. Il se suicide en juillet 2003 alors qu'il était en vacances avec sa mère et sa sœur. Il est inhumé au cimetière Saint-Léonce de Iaroslavl.

### Carrière internationale
Il a représenté l'équipe nationale de Russie au niveau international. Il a participé aux sélections jeunes.

## Statistiques

### En club
| Saison     | Équipe                | Ligue         |     | Saison régulière | Saison régulière | Saison régulière | Saison régulière | Saison régulière |   | Séries éliminatoires | Séries éliminatoires | Séries éliminatoires | Séries éliminatoires | Séries éliminatoires |
| Saison     | Équipe                | Ligue         | PJ  | B                | A                | Pts              | Pun              | PJ               | B | A                    | Pts                  | Pun                  |                      |                      |
| 1995-1996  | Lokomotiv Iaroslavl   | Vyschaïa liga | 60  | 7                | 10               | 17               | 12               | -                | - | -                    | -                    | -                    |                      |                      |
| 1996-1997  | Lokomotiv Iaroslavl   | Superliga     | 42  | 5                | 7                | 12               | 16               | -                | - | -                    | -                    | -                    |                      |                      |
| 1997-1998  | Lokomotiv Iaroslavl   | Superliga     | 46  | 7                | 6                | 13               | 28               | -                | - | -                    | -                    | -                    |                      |                      |
| 1998-1999  | Lokomotiv Iaroslavl   | Superliga     | 42  | 10               | 9                | 19               | 51               | 9                | 0 | 4                    | 4                    | 8                    |                      |                      |
| 1999-2000  | K-Wings du Michigan   | LIH           | 9   | 3                | 2                | 5                | 8                | -                | - | -                    | -                    | -                    |                      |                      |
| 1999-2000  | Stars de Dallas       | LNH           | 58  | 6                | 6                | 12               | 10               | 16               | 2 | 1                    | 3                    | 0                    |                      |                      |
| 2000-2001  | Grizzlies de l'Utah   | LIH           | 6   | 0                | 1                | 1                | 2                | -                | - | -                    | -                    | -                    |                      |                      |
| 2000-2001  | Stars de Dallas       | LNH           | 60  | 6                | 3                | 9                | 45               | 1                | 0 | 0                    | 0                    | 0                    |                      |                      |
| 2001-2002  | Grizzlies de l'Utah   | LAH           | 58  | 11               | 25               | 36               | 37               | -                | - | -                    | -                    | -                    |                      |                      |
| 2001-2002  | Wolf Pack de Hartford | LAH           | -   | -                | -                | -                | -                | 4                | 1 | 1                    | 2                    | 2                    |                      |                      |
| 2001-2002  | Stars de Dallas       | LNH           | 4   | 0                | 0                | 0                | 0                | -                | - | -                    | -                    | -                    |                      |                      |
| 2001-2002  | Rangers de New York   | LNH           | 15  | 2                | 0                | 2                | 0                | -                | - | -                    | -                    | -                    |                      |                      |
| 2002-2003  | Wolf Pack de Hartford | LAH           | 71  | 23               | 35               | 58               | 44               | 2                | 1 | 1                    | 2                    | 0                    |                      |                      |
| 2002-2003  | Rangers de New York   | LNH           | 2   | 0                | 0                | 0                | 0                | -                | - | -                    | -                    | -                    |                      |                      |
| Totaux LNH | Totaux LNH            | Totaux LNH    | 139 | 14               | 9                | 23               | 55               | 17               | 2 | 1                    | 3                    | 0                    |                      |                      |

### En équipe nationale
| Année | Compétition                 |   | PJ | B | A | Pts | Pun                |  | Résultats |
| 1997  | Championnat d'Europe junior | 6 | 4  | 2 | 6 | 4   | Quatrième place    |  |           |
| 1997  | Championnat du monde junior | 6 | 1  | 2 | 3 | 4   | Médaille de bronze |  |           |
| 1998  | Championnat du monde junior | 7 | 0  | 3 | 3 | 6   | Médaille d'argent  |  |           |
| 1999  | Championnat du monde junior | 7 | 3  | 2 | 5 | 0   | Médaille d'or      |  |           |
| 2002  | Championnat du monde        | 9 | 0  | 2 | 2 | 14  | Médaille d'argent  |  |           |